# Ubaitaba
Ubaitaba là một đô thị thuộc bang Bahia, Brasil. Đô thị này có diện tích 221,753 km², dân số năm 2007 là 25890 người, mật độ 116,8 người/km².